# Râul Negrile
Râul Negrile este un râu din România, afluent al râului Ismar. 